# Sefīd Dāl
Sefīd Dāl (persiska: سفید دال, Derakht-e Sefīdār) är en ort i Iran.   Den ligger i provinsen Khorasan, i den nordöstra delen av landet, 700 km öster om huvudstaden Teheran. Sefīd Dāl ligger 1 508 meter över havet och antalet invånare är 134.
Terrängen runt Sefīd Dāl är kuperad norrut, men söderut är den platt. Terrängen runt Sefīd Dāl sluttar söderut. Runt Sefīd Dāl är det ganska tätbefolkat, med 185 invånare per kvadratkilometer. Närmaste större samhälle är Fakhr-e Dāvūd, 5,6 km väster om Sefīd Dāl. Omgivningarna runt Sefīd Dāl är i huvudsak ett öppet busklandskap.